# Aphanoconia
Aphanoconia is een geslacht van weekdieren uit de klasse van de Gastropoda (slakken).

## Soort
- Aphanoconia aprica Greķe, 2012